# Camp Slaughter
Camp Slaughter (también conocido como Camp Daze ) es una película de terror y ciencia ficción de 2005, escrita y dirigida por Alex Pucci, y coescrita por Draven Gonzales.

## Argumento
Durante un canto en el Camp Hiawatha en 1981, dos juerguistas se escabullen para tener relaciones sexuales, y son asesinados por un atacante invisible. Veinticuatro años más tarde, cuatro amigos (Angela, Jen, Mario, y Vade) están viajando hacia Boston. El cuarteto se pierde (pasando por el mismo letrero varias veces) y su camioneta se descompone después que cae la noche inusualmente temprana. Todos los componentes electrónicos no funcionan, y el grupo tiene un ataque de histeria cuando gritos emanan de los alrededores del bosque, y el vehículo es empedrado con escombros, lo que les lleva a pasar la noche en ella.
Por la mañana, los viajeros son encontrados por los campistas y consejeros de Hiawatha, quienes los invitan a alojarse en el campamento, que parece que no ha cambiado desde la década de 1980. Mientras el cuarteto es mostrado (notando que el lugar es anacrónico) alguien asesina algunos campistas que van por su cuenta. Esa noche, el asesino actúa violentamente a través de las instalaciones, masacrando a todos excepto el cuarteto. Al amanecer, los viajeros se despiertan descubriendo que nada parece estar mal, y que todo el mundo está vivo otra vez.
Daniel e Iván, un par de consejeros que son conscientes de lo que está pasando, encuentran al cuarteto, y explican que el campamento está en un bucle de tiempo, atrapados repitiendo el día de la matanza. Para demostrar que están diciendo la verdad, los consejeros llevan a los otros para presenciar el primer asesinato, un estrangulamiento en el bosque, que nunca han sido capaces de detener, a pesar de sus mejores esfuerzos.
La noche de la masacre, se revela que Daniel e Iván son los asesinos, y que manipularon a Michelle y Rubén, un par de parias, a ayudarles con su asesinato. Los psicópatas intentan que los viajeros tomen su lugar en el ciclo, que creen que pueden lograr mediante el asesinato de ellos, para que así puedan salir. Mario y Vade mueren, pero Angela y Jen logran matar a Daniel e Iván.
Tres años más tarde, Jen se ha convertido en una escritora de éxito, y un día en su oficina recibe un correo electrónico. Es de Daniel e Iván, quienes han escrito que no pueden esperar para conocer pronto a su "autor favorito".

## Reparto
- Kyle Lupo como Daniel.
- Anika C. McFall como Jen.
- Eric McIntire como Vade.
- Joanna Suhl como Angela Vade.
- Matt Dallas como Mario.
- Jon Fleming como Ivan.
- Miles Davis como Ruben.
- Bethany Taylor como Michelle.
- Jim Hazelton como Lou.
- Ashley Gomes como Nicole.
- Philip Jess como Jay.
- Ikaika Kahoano como Patrick.
- Jessica Sonneborn como Elizabeth.
- Troy Andersen como Tommy.
- Brendan Bradley como Paul Marq.
- Kyle Langan como Wesley.
- Jesse Gurtis como Mark.
- Amanda Gallagher como Linda.
- Jillian Swanson como Laura.
- Adam Maganzini como Billy.